# مایک گرین (بازیکن فوتبال، زاده۱۹۴۶)
مایک گرین (انگلیسی: Mike Green؛ زادهٔ ۸ سپتامبر ۱۹۴۶) بازیکن فوتبال اهل بریتانیا است.
از باشگاه‌هایی که در آن بازی کرده‌است می‌توان به باشگاه فوتبال تورکی یونایتد، باشگاه فوتبال گیلینگام، باشگاه فوتبال بریستول راورز، باشگاه فوتبال کارلایل یونایتد، و باشگاه فوتبال پلیموث آرگیل اشاره کرد.